# Charles Cotin
Charles Cotin (Parigi, 1604 – Parigi, 1681) è stato un poeta, filosofo e predicatore francese.

## Biografia
Cotin nacque e morì a Parigi. Era uno studioso di latino, greco, ebraico e siriaco, consigliere di Luigi XIV, e la fama nel suo tempo era per i suoi sermoni, per la sua poesia, e per la sua erudizione. Frequentò i salotti letterari di Parigi, in particolare quella del Hôtel de Rambouillet, e la sua traduzione del Cantico dei Cantici e la sua opera più degna di nota.
Cotin fu satireggiato da Molière e da Nicolas Boileau nel personaggio di Trissottin de Le intellettuali.

## Opere
- La Jérusalem désolée, ou Méditation sur les leçons de Ténèbres (1634)
- Recueil des énigmes de ce temps (1646)
- Théoclée, ou la Vraye philosophie des principes du monde (1646)
- Nouveau Recueil de divers rondeaux (1650)
- Traité de l'âme immortelle (1655)
- Œuvres meslées, contenant : énigmes, odes, sonnets et épigrammes (1659)
- La pastorale sacrée, ou Paraphrase du Cantique des Cantiques selon la lettre (1660)
- Oraison funèbre pour messire Abel Servien, ministre d'État et surintendant des finances (1659)
- La Ménagerie : à Son Altesse Royale Mademoiselle, a satire against Gilles Ménage, (1660)
- Réflexions sur la conduite du roi (1663)
- Œuvres galantes en prose et en vers de monsieur Cotin (1663)
- Odes royales sur les mariages des princesses de Nemours (1665)
- La Critique désintéressée sur les satyres du temps (1666)
- Poësies chrestiennes de l'abbé Cotin (1668)